# Bulbophyllum rigidipes
Bulbophyllum rigidipes là một loài phong lan thuộc chi Bulbophyllum.